# Johann Neuner (Politiker)
Johann Neuner (* 20. November 1914 in Mittenwald; † 17. März 1991 ebenda) war ein deutscher Politiker der CSU.
Neuner besuchte die Volksschule in seiner Heimatgemeinde und war danach Mitarbeiter im elterlichen Landwirtschaftsbetrieb. 1930 begann er als Bauhilfsarbeiter in einem Baugeschäft mit Sägewerk zu arbeiten. 1936 wurde er in die Gebirgstruppe der Wehrmacht eingezogen. Ende 1942 zog er in den Zweiten Weltkrieg ein, nach der Teilnahme an zahlreichen Feldzügen bei Tuapse im Kaukasus verlor er seinen rechten Arm. Zwei Jahre hielt er sich in einem Lazarett auf, danach besuchte er die Heeresfachschule in Lindau. Nach seiner Rückkehr war er von 1945 bis 1952 ehrenamtlicher erster Bürgermeister des Marktes Mittenwald, er gehörte außerdem dem Marktgemeinderat und dem Kreistag an und war zweiter Geschäftsführer des Mittenwalder Berglifts. 1954 wurde er erstmals in den Bayerischen Landtag gewählt, dem er bis 1966 angehörte. Er gewann dabei stets das Direktmandat im Stimmkreis Garmisch-Partenkirchen, Bad Tölz.
Mit dem Bayerischen Verdienstorden wurde er m 14. Mai 1965 ausgezeichnet.
Der Fotojournalist Henry Ries hat Johann Neuner 1950 ein Porträt in seinem Buch „German Faces“ gewidmet. In der deutschen Ausgabe zitiert Ries aus einem Interview, das er 1948 oder 1949 mit Neuner geführt hat: „Meine oberste Aufgabe als Bürgermeister ist es, unseren Bürgern ihren berechtigten Wohlstand zurückzubringen. Mittenwald ist ein Ferienparadies; das bedeutet, daß wir unsere Zimmer für Touristen, nicht für Flüchtlinge und Heimatlose brauchen. Man kann uns nicht zumuten, eine derartige Flut zu beherbergen. (…) Man muß doch zugeben, daß diese Leute eine ganz andere Mentalität haben und sich unter uns einfachen Leuten sowieso nicht wohl fühlen würden.“